# Jane Birkin

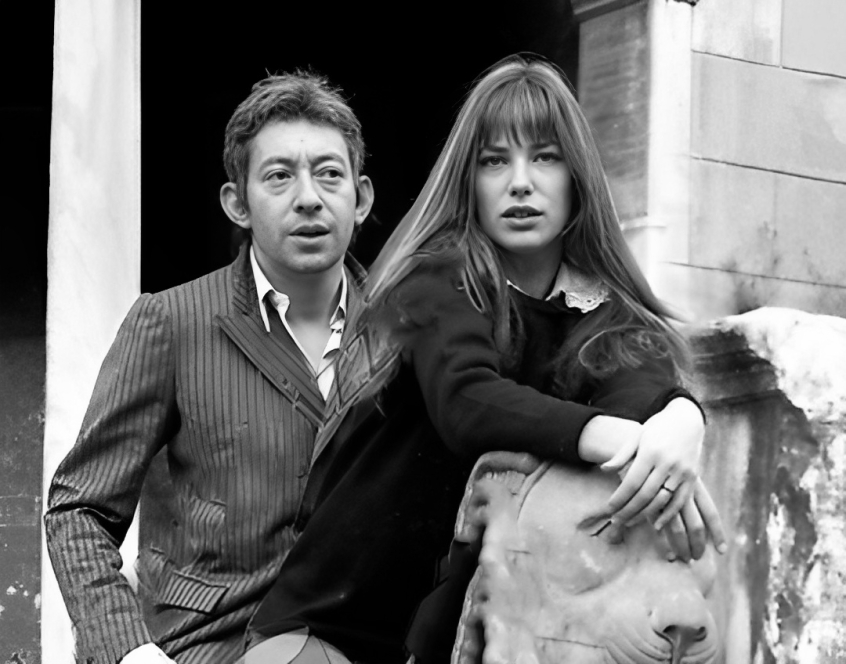
Serge Gainsbourg cu Jane Birkin (1976)

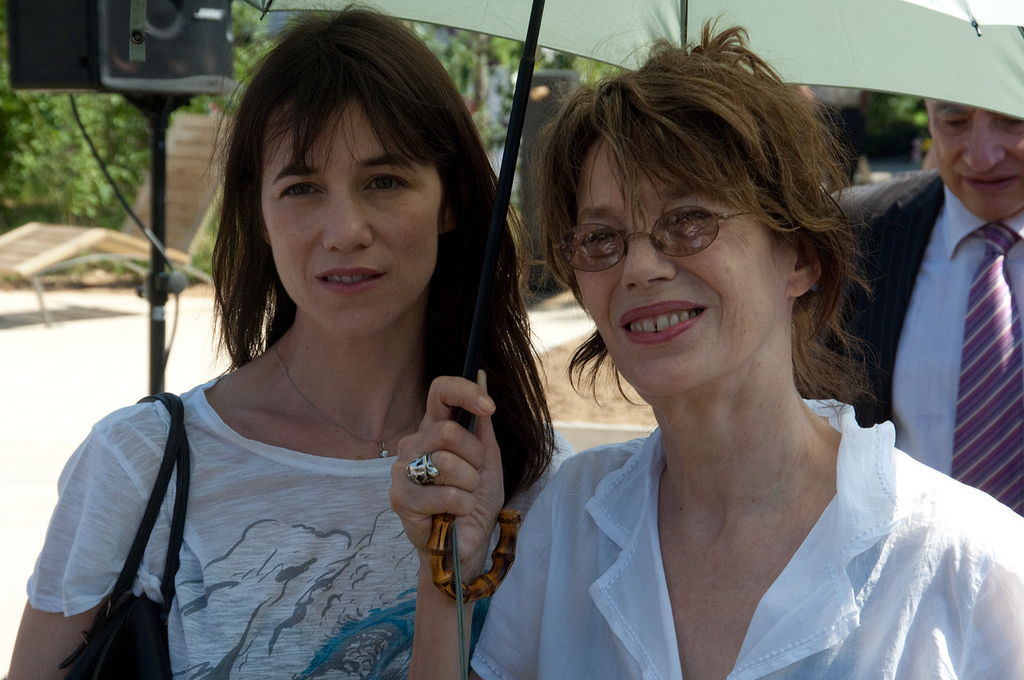
Fiica Charlotte Gainsbourg cu Jane Birkin (2010)

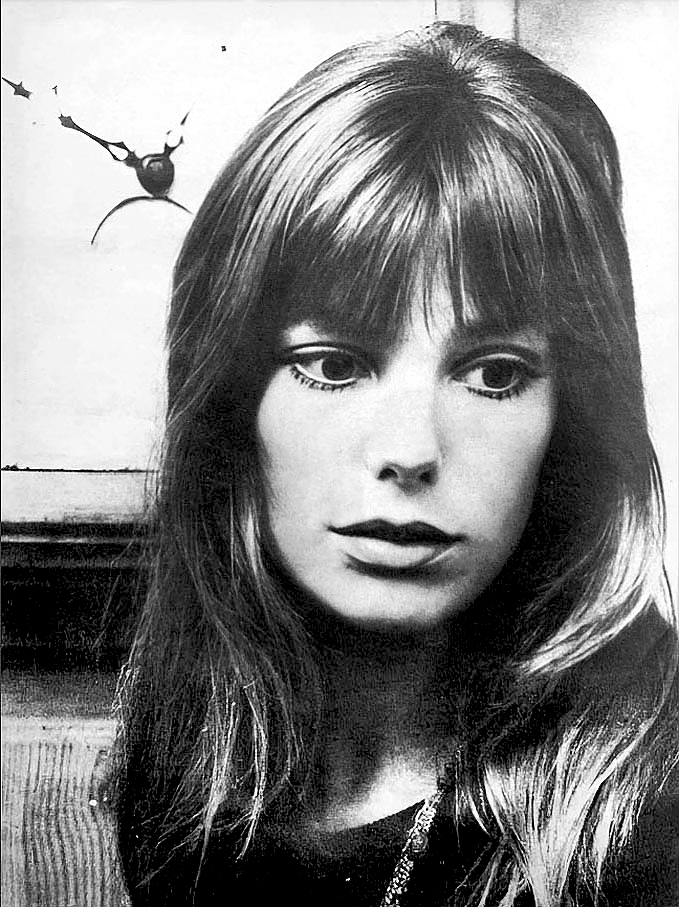
Jane Birkin (1970)

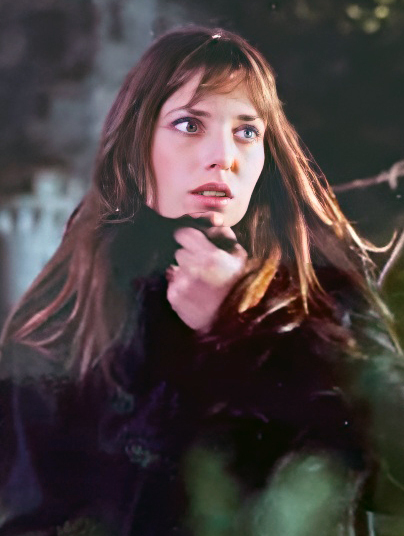
Jane Birkin în 1974

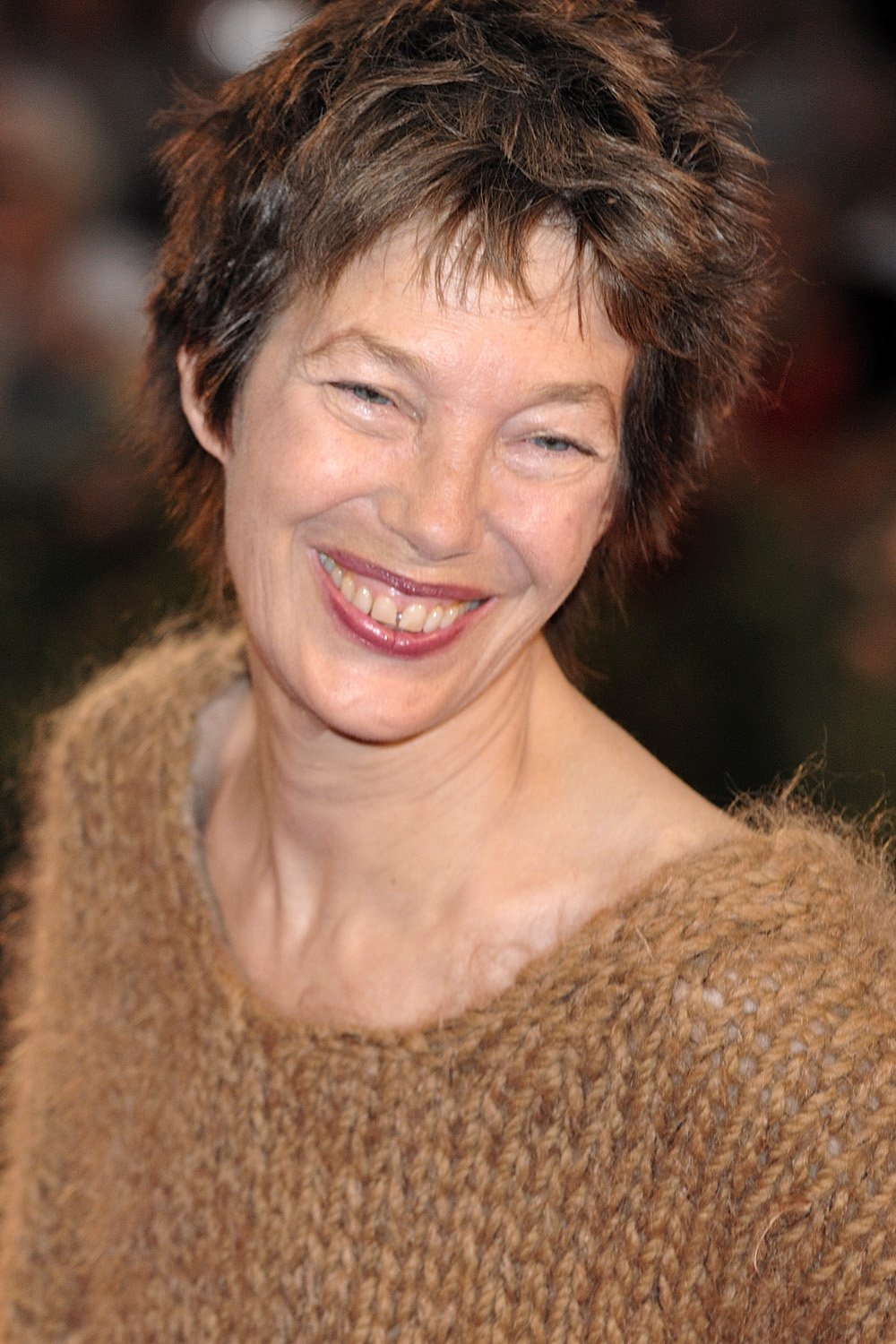
Jane Birkin în 2009

Jane Mallory Birkin, OIB (n. 14 decembrie 1946, Londra, Anglia, Regatul Unit – d. 16 iulie 2023, Paris, Métropole du Grand Paris, Franța) a fost o actriță și cântăreață engleză care a locuit în Franța. Este cunoscută ca muza lui Serge Gainsbourg care i-a scris o serie de albume, dar și pentru colaborarea cu regizori ca Jacques Rivette, Agnès Varda și Jacques Doillon. În calitate de cântăreață, ea și-a sărbătorit primul succes major în 1969 cu piesa Je t'aime ... moi non plus, al cărei compozitor Serge Gainsbourg i-a devenit partener și între cei doi a luat naștere o colaborare muzicală fructuoasă.
Și-a scris propriul album și chiar a regizat un film.

## Discografie

### Albume de studio
- Jane Birkin/Serge Gainsbourg (1969 - cu Serge Gainsbourg)
- Di Doo Dah (1973)
- Lolita Go Home (1975)
- Ex fan des sixties (1978)
- Baby alone in Babylone (1983)
- Lost Song (1987)
- Amours des feintes (1990)
- Versions Jane (1996)
- Best Of (1998)
- À La Légère (1999)
- Rendez-Vous (2004)
- Fictions (2006)
- Enfants d'Hiver (2008)

### Albume live
- Jane Birkin au Bataclan (1987)
- Integral au Casino de Paris (1992)
- Integral a l'Olympia (1996)
- Arabesque (2002)
- au palace (2009)

## Filmografie selectivă
| An   | Titlu                                            | Rol                                  | Regizor                |
| ---- | ------------------------------------------------ | ------------------------------------ | ---------------------- |
| 1965 | The Knack ...and How to Get It                   | fata de pe motocicletă (necreditată) | Richard Lester         |
| 1966 | Kaleidoscope                                     | Exquisite Thing                      | Jack Smight            |
| 1966 | Blow-Up                                          | The Blonde                           | Michelangelo Antonioni |
| 1968 | Wonderwall                                       | Penny Lane                           | Joe Massot             |
| 1969 | La Piscine                                       | Penelope                             | Jacques Deray          |
| 1969 | Les Chemins de Katmandou⁠(fr)[traduceți]          | Jane                                 | André Cayatte          |
| 1970 | Cannabis                                         | Jane Swenson                         | Pierre Koralnik        |
| 1971 | Le Roman d'un voleur de chevaux⁠(fr)[traduceți]   | Naomi                                | Abraham Polonsky       |
| 1972 | Trop jolies pour être honnêtes                   | Christine                            | Richard Balducci       |
| 1973 | Seven Deaths in the Cat's Eye                    | Corringa                             | Antonio Margheriti     |
| 1973 | Don Juan, or If Don Juan Were a Woman            | Clara                                | Roger Vadim            |
| 1973 | Dark Places                                      | Alta                                 | Don Sharp              |
| 1974 | Le Mouton enragé⁠(fr)[traduceți]                  | Marie-Paule                          | Michel Deville         |
| 1974 | Comment réussir quand on est con et pleurnichard | Jane                                 | Michel Audiard         |
| 1974 | Serious as Pleasure                              | Ariane Berg                          | Robert Benayoun        |
| 1974 | Lucky Pierre                                     | Jackie Logan                         | Claude Zidi            |
| 1975 | La Course à l'échalote⁠(fr)[traduceți]            | Janet                                | Claude Zidi            |
| 1975 | Catherine et Compagnie⁠(fr)[traduceți]            | Catherine                            | Michel Boisrond        |
| 1975 | Sept morts sur ordonnance                        | Jane Berg                            | Jacques Rouffio        |
| 1976 | Je t'aime moi non plus                           | Johnny                               | Serge Gainsbourg       |
| 1977 | Animalul (L'Animal)                              | protagonista feminină                | Claude Zidi            |
| 1978 | Moarte pe Nil                                    | Louise Bourget                       | John Guillermin        |
| 1980 | Egon Schiele – Exzess und Bestrafung             | Wally Neuzil                         | Herbert Vesely         |
| 1982 | Crimă sub soare                                  | Christine Redfern                    | Guy Hamilton           |
| 1983 | Love on the Ground                               | Emily                                | Jacques Rivette        |
| 1983 | Prietenul lui Vincent                            |                                      | Pierre Granier-Deferre |
| 1984 | The Pirate                                       | Alma                                 | Jacques Doillon        |
| 1985 | Dust                                             | Magda                                | Marion Hänsel          |
| 1985 | Between the Devil and the Deep Blue Sea          | Nikos' former love" (voce)           | Marion Hänsel          |
| 1985 | Leave All Fair                                   | Katherine Mansfield                  | John Reid              |
| 1986 | La Femme de ma vie                               | Laura                                | Régis Wargnier         |
| 1987 | Kung-Fu Master                                   | Mary-Jane                            | Agnès Varda            |
| 1987 | Keep Your Right Up                               | the fun-loving woman                 | Jean-Luc Godard        |
| 1987 | Comedy!                                          | Her                                  | Jacques Doillon        |
| 1990 | Daddy Nostalgie                                  | Caroline                             | Bertrand Tavernier     |
| 1991 | La Belle Noiseuse                                | Liz                                  | Jacques Rivette        |
| 1995 | One Hundred and One Nights                       | Madame Radin                         | Agnès Varda            |
| 1997 | Same Old Song                                    | Jane                                 | Alain Resnais          |
| 1998 | A Soldier's Daughter Never Cries                 | Mrs Fortescue                        | James Ivory            |
| 1999 | The Last September                               | Francie Montmorency                  | Deborah Warner         |
| 2002 | Merci Docteur Rey                                | Pénélope                             | Andrew Litvack         |
| 2003 | Le Divorce                                       | cântăreața                           | James Ivory            |
| 2006 | Boxes                                            | Anna                                 | Jane Birkin herself    |
| 2009 | 36 Views from the Pic Saint-Loup                 | Kate                                 | Jacques Rivette        |
| 2010 | Thelma, Louise et Chantal                        | Nelly                                | Benoît Pétré           |
| 2012 | Twice Born                                       | The psychologist                     | Sergio Castellitto     |
| 2013 | Nobody's Daughter Haewon                         | Herself                              | Hong Sang Soo          |
| 2013 | Quai d'Orsay                                     | Molly Hutchinson                     | Bertrand Tavernier     |